# Wisconsin Dells
Wisconsin Dells è un comune degli Stati Uniti d'America, situato nello Stato del Wisconsin, diviso tra quattro contee: la contea di Columbia, la contea di Sauk, la contea di Adams e la contea di Juneau.